# United States Tennis Association
De United States Tennis Association is het federale besturend orgaan voor tennisactiviteiten in de Verenigde Staten. Deze non-profitorganisatie stelt zich als doel om de tennissport te bevorderen, vanaf beginners tot en met beroepsspelers. Zij doen dat onder meer door het standaardiseren van de regelgeving.
Paradepaardje voor de USTA is het door hen geëxploiteerde Billie Jean King National Tennis Center, waar jaarlijks het Amerikaanse grandslamtoernooi, de US Open, plaatsvindt.
De USTA organiseert c.q. reguleert door heel de Verenigde Staten nationale en internationale tennistoernooien, waaronder inbegrepen:
- US Open
- US Open Series
- Cincinnati Masters
- Connecticut Open
- U.S. Men's Clay Court Championships

Zij besturen en selecteren tevens de voor de VS uitkomende teams in het kader van de Fed Cup, Davis Cup, Olympische Spelen en Paralympische Spelen.
Voor het organiseren van de nationale toernooien kent de USTA zeventien geografische onderafdelingen: Caribbean, Eastern, Florida, Hawaii Pacific, Intermountain, Mid-Atlantic, Middle States, Midwest, Missouri Valley, New England, Northern, Northern California, Pacific Northwest, Southern, Southern California, Southwest, Texas.

## Geschiedenis
Een kleine groep tennisclubleden in New York richtte in 1881 de United States National Lawn Tennis Association op. Van 1882 tot en met 1884 (en later nog 1894–1911) werd de vereniging gepresideerd door James Dwight, bijgenaamd Father of American Lawn Tennis, die de naam van het tennis als een authentieke wedstrijdsport in de VS wist te vestigen. In 1920 werd op een algemene ledenvergadering in het Waldorf-Astoria Hotel in New York besloten om "National" uit de naam te schrappen, omdat "United States" het begrip 'nationaal' al in zich draagt. Van 1920 tot 1975 droeg de organisatie de naam United States Lawn Tennis Association, tot ten slotte ook het woord "Lawn" sneuvelde en de huidige naam werd aangenomen – de reden van deze vereenvoudiging was dat de associatie zich wilde losmaken van het elitaire country club-imago dat zij sinds haar oprichting met zich meedroeg.